# مرد کیرکوتاه
«مرد کیرکوتاه» یا «مرد کیرکوتوله» (انگلیسی: Short Dick Man) ترانه‌ای از گروه موسیقی هیپ‌هاوس آمریکایی، توئنتی فینگرز (20 Fingers) با حضور ژیلت (Gillette) است که سال ۱۹۹۴ منتشر شد. این ترانه به‌عنوان نخستین تک‌آهنگ گروه از آلبوم «یک حمله و بیشتر» مورد استقبال عمومی قرار گرفت و به‌خصوص در فرانسه به رتبه یک جدول تک‌آهنگ‌های داغ رسید.